# 合一大殿 (印度)
合一大殿，位於印度安德拉邦的Varadaiahpalem。大殿建於迦樂季·巴關阿施藍的土地上，建造成本估計有7,500萬美元，據說內有亞洲最大的內部無柱式靜心殿。
它是由來自曙光村（本地治里）的知名建築師 Prabhat Poddar 依照他的建築、地質生物學研究，以及 Vaastu Shastra 古印度建築科學所設計的。
2008年啟用典禮上，因人潮過多造成數人被踩死。
隨後，印度共產黨率領憤怒的群眾抗議迦樂季·巴關信託的（據聞）冷漠態度才造成這起踩死人意外。
阿施藍的知名訪客包括寶來塢影星希爾柏·謝迪、Manisha Koirala、李提克·羅森、Rakesh Roshan、設計師唐娜·卡兰、音樂家Rick Allen，及NBA教練帕特·萊利。

## 註記
1. 1 2  ashram（英语：ashram）翻作阿施藍或阿斯蘭，意指印度教的修道院。
2. ↑  Religioscope - JFM Recherches et Analyses. . Religion.info.   [2013-05-29]. （原始内容存档于2013-05-03）.
3. ↑  .   [2015-12-11]. （原始内容存档于2016-01-08）.
4. ↑  Agencies. . Expressindia.indianexpress.com. 2008-04-23  [2013-05-29]. （原始内容存档于2013-06-29）.
5. ↑  Special Correspondent. . The Hindu. 2008-04-26. Kalki, Amma Bhagavan cut-outs set on fire （页面存档备份，存于）
6. ↑  .   [2015-12-11]. （原始内容存档于2014-07-03）.
7. ↑  .   [2015-12-11]. （原始内容存档于2013-12-31）.
8. ↑  .   [2015-12-11]. （原始内容存档于2015-12-10）.
9. ↑  .   [2015-12-11]. （原始内容存档于2013-06-29）.
10. ↑  印度教對於天地宇宙的微縮概念圖，可類比中國的「陰陽八卦圖」，常見於合一大學、聖殿的內部裝飾。

## 外部連結
- 合一大學